# Каталог компонентів подвійних та кратних зірок
Каталог компонентів подвійних і кратних зірок (Catalog of Components of Double and Multiple Stars або CCDM) — астрометричний каталог подвійних і кратних зірок. Його розробили Жан Домманже та Омер Ніс у Королівській обсерваторії Бельгії, щоб надати вхідний каталог зір для місії Hipparcos. Перше видання каталогу, опубліковане у 1994 році, містить дані про 74 861 компонент з 34 031 подвійних і кратних зір; друге видання, у 2002 році, було розширено, маючи записи для 105 838 компонентів 49 325 подвійних і множинних зірок. У каталозі перелічено положення, величини, спектральні типи та власні рухи для кожного компонента.